# Zaklep
Zaklep je eden od osnovnih delov strelnega orožja z zadnjim polnjenjem. Osnovna naloga zaklepa je zapiranje zadnjega dela cevi ob gorenju smodnika v naboju, po tem pa se odmakne in v cev vstavi nov naboj.

## Delitev zaklepov

### Ročni zaklep
Ročni zaklep je zaklep, ki ga premika strelec. Ob izvlačenju zaklepa je potrebno zaklep najprej odkleniti, saj je z uporabo zatičev pritrjen na cev. Ob izvlačenju zaklep izvleče prazen tulec in napne prožilni mehanizem orožja, ob pomiku naprej pa vstavi v cev nov naboj, nakar ga uporabnik ponovno zaklene.
Ročni zaklepi so enostavni in robustni, poleg tega pa razen udarne igle ne vsebujejo delov, ki bi se ob streljanju premikali, kar pomeni večjo natančnost streljanja in možnost uporabe najmočnejših nabojev. V primerjavi z avtomatskim orožjem je energija smodniških plinov bolje izkoriščena, saj se ne porablja za gibanje zaklepa. Zaradi teh lastnosti so primerni za uporabo v lovskem orožju, ostrostrelskih puškah in športnem orožju.

### Avtomatski zaklep
Pri avtomatskem zaklepu za zaklepanje, odklepanje in gibanje zaklepa poskrbi del energije, ki nastane ob vžigu smodnika. To energijo najpogosteje zagotavljajo odsun tulca (odklepanje z odsunom), pritisk plinov na zaklep (prosti zaklep) ali pa smodniški plini, katerih del se ob strelu odvzame iz luknjice v cevi (odvod smodniških plinov).

#### Prosti in blokirani zaklep
Glede na konstrukcijo avtomatskega zaklepa v grobem ločimo dve obliki:
Prosti zaklep drži v zaprtem položaju le sila povratne vzmeti. Masa zaklepa in s tem vztrajnost morata biti tolikšni, da ob pritisku smodniških plinov na tulec ne pride do prevelikega odprtja zaklepa, dokler krogla ne zapusti cevi in tlak smodniških plinov pade, saj bi v nasprotnem primeru lahko prišlo do eksplozije tulca. Poleg tega prenizka masa zaklepa prinaša tudi večjo pogostost streljanja, ki lahko škodljivo vpliva na dele orožja. Pri orožju z močnejšimi naboji bi taka izvedba zaklepa potrebovala večjo maso zaklepa, kar bi orožje naredilo nepraktično za prenašanje in uporabo. Zato se prosti zaklep uporablja le pri orožju s šibkejšim strelivom, pogost pa je tudi pri brzostrelkah in avtomatskih pištolah.
Blokirani zaklep se po vstavljanju naboja s pomočjo zatičev na zaklepu in utorov v zaklepišču pritrdi na cev, zaradi česar je podobno, kot ročni zaklep, sposoben zdržati večji tlak smodniških plinov. Od ročnega zaklepa se razlikuje po tem, da za odklepanje in gibanje nazaj skrbi energija smodniških plinov. To pomeni, da je primeren tudi za uporabo močnejših nabojev in je v različnih izvedbah prisoten v polavtomatskih in avtomatskih puškah. Ker je zaklep blokiran, je njegova masa lahko občutno nižja od mase prostega zaklepa.

#### Odprti in zaprti zaklep
Glede na položaj zaklepa pred proženjem orožja ločimo sistem odprtega in zaprtega zaklepa:
- Odprti zaklep pomeni, da je zaklep pred proženjem orožja v zadnjem (odprtem) položaju. Ob proženju se začne zaklep pomikati naprej, med gibanjem pa iz nabojnika izvleče naboj, ga vstavi v cev in sproži. Udarna igla je večinoma fiksna in je del zaklepa, zato je orožje enostavnejše. Ob gibanju nazaj zaklep zadrži zaskočka prožilnega mehanizma. Ta izvedba omogoča boljše odvajanje toplote in posledično zmanjšuje možnost samovžiga naboja v ležišču, zato se uporablja pri orožju, ki večinoma strelja v avtomatskem (rafalnem) načinu.

Slabost sistema odprtega zaklepa je v večji možnosti vdora nečistoč v gibljive dele orožja, pa tudi natančnost streljanja je zaradi gibanja celotnega zaklepa ob strelu nekoliko nižja. Delovanje odprtega zaklepa je močno odvisno tudi od moči streliva. Če je strelivo premočno, lahko pride do poškodb orožja, prešibko strelivo pa lahko povzroči odsun, ki je premajhen, da bi zaklep dosegel zaskočko in orožje posledično strelja rafalno, dokler so v nabojniku naboji. 
Orožja, ki delujejo na principu odprtega zaklepa, so znana tudi po nekoliko večji občutljivosti na udarce in padce. Če je zaklep v prednjem položaju, se lahko zaklep v skrajnem primeru pomakne nazaj do te mere, da iz nabojnika izvleče nov naboj in ga sproži. To se lahko zgodi tudi, če strelec ob repetiranju ročico zaklepa izpusti, še preden zaklep zadrži zaskočka prožilnega mehanizma. Orožja z odprtim zaklepom imajo zato dodane ukrepe, ki blokirajo gibanje zaklepa, ko je ta v zadnjem položaju, nekatera pa omogočajo tudi blokiranje gibanja zaklepa, ko je ta v prednjem pložaju.
Posest orožja, ki deluje na principu odprtega zaklepa, je marsikje strogo omejena ali prepovedana, saj ga je možno enostavno predelati v avtomatsko orožje.
- Zaprti zaklep pomeni, da je zaklep pred proženjem orožja v sprednjem položaju, naboj pa že vstavljen v cev. Za vžig naboja skrbi gibljiva udarna igla, na katero ob proženju udari kladivce ali striker. Udarni mehanizem se ponovno napne ob gibanju zaklepa nazaj ob strelu, nato pa se ponovno pomakne naprej in pri tem v cev vloži nov naboj.

Ker zaklep v tem primeru ob strelu miruje, je natančnost streljanja višja, ravno tako je zmanjšana možnost vdora nečistoč v orožje.